# Bill Martin Williams
Bill Martin Williams (* 19. Oktober 1954 in Omaha, Nebraska als William F. Martin) ist ein US-amerikanischer Schauspieler.

## Leben
Martin wurde am 19. Oktober 1954 in Omaha geboren. Seit dem 2. Oktober 1993 ist er mit Margaret Atkinson Martin verheiratet, mit der er zwei Kinder hat.
Er gab 1996 in der Filmproduktion Yesterday When Charles Arrived sein Filmschauspieldebüt. 2000 wirkte er im Kurzfilm Heartbeat mit. 2005 war er in zwei Episoden der Miniserie Elvis als ein Reporter zu sehen. Er erhielt in den nächsten Jahren Rollenbesetzungen in den Filmproduktionen Middle of Nowhere, I Love You Phillip Morris, Zwölf Runden, Jonah Hex, Terror Trap – Motel des Grauens oder Der Sezierer – Nicht alle Toten schweigen sowie Episodenrollen in den Fernsehserien Treme, Memphis Beat oder Common Law. 2014 spielte er in den Filmproduktionen Devil’s Due – Teufelsbrut und The Best of Me – Mein Weg zu dir mit und war in sechs Episoden der Miniserie Requiems in der Rolle eines Priesters zu sehen. Größere Rollen hatte er 2018 als Dumass Beach in Tales from the Hood 2 und als Lieutenant Getman in Blood Brother inne. Eine der Hauptrollen als Frank Bea mimte er 2022 in Days of Daisy. Im selben Jahr stellte er die historische Rolle des US-Präsidenten Harry S. Truman in Devotion dar.

## Filmografie (Auswahl)
- 1996: Yesterday When Charles Arrived
- 2000: Heartbeat (Kurzfilm)
- 2005: Elvis (Miniserie, 2 Episoden)
- 2008: Middle of Nowhere
- 2009: I Love You Phillip Morris
- 2009: Zwölf Runden (12 Rounds)
- 2010: Treme (Fernsehserie, Episode 1x04)
- 2010: Jonah Hex
- 2010: Terror Trap – Motel des Grauens (Terror Trap)
- 2011: Der Sezierer – Nicht alle Toten schweigen (The Mortician)
- 2011: Pitching Twilight (Kurzfilm)
- 2011: Memphis Beat (Fernsehserie, Episode 2x04)
- 2012: Abraham Lincoln Vampirjäger (Abraham Lincoln: Vampire Hunter)
- 2012: Common Law (Fernsehserie, Episode 1x06)
- 2012: Die Qual der Wahl (The Campaign)
- 2012: The Iceman
- 2013: The Incident with the Magician
- 2013: Second Sight (Fernsehfilm)
- 2013–2014: American Horror Story (Fernsehserie, 2 Episoden, verschiedene Rollen)
- 2014: Devil’s Due – Teufelsbrut (Devil’s Due)
- 2014: The Best of Me – Mein Weg zu dir (The Best of Me)
- 2014: Requiems (Miniserie, 6 Episoden)
- 2015: Der Knastcoach (Get Hard)
- 2015: The Astronaut Wives Club (Fernsehserie, Episode 1x06)
- 2015: The Day of the Hedges
- 2016: Underground (Fernsehserie, Episode 1x04)
- 2016: Hap and Leonard (Fernsehserie, Episode 1x06)
- 2016: Free State of Jones
- 2016: Das Wiegenlied vom Tod (When the Bough Breaks)
- 2017: The Immortal Life of Henrietta Lacks (Fernsehfilm)
- 2017: Nashville (Fernsehserie, Episode 5x13)
- 2017–2021: Navy CIS: New Orleans (NCIS: New Orleans, Fernsehserie, 3 Episoden, verschiedene Rollen)
- 2018: Queen Sugar (Fernsehserie, Episode 3x05)
- 2018: Tales from the Hood 2
- 2018: The First (Fernsehserie, Episode 1x02)
- 2018: Blood Brother
- 2019: Claws (Fernsehserie, Episode 3x10)
- 2019: On Becoming a God in Central Florida (Fernsehserie, Episode 1x06)
- 2019: The Purge – Die Säuberung (The Purge, Fernsehserie, Episode 2x10)
- 2020: Greyhound – Schlacht im Atlantik (Greyhound)
- 2020: Antebellum
- 2020: Your Honor (Fernsehserie, Episode 1x02)
- 2022: Killing It (Fernsehserie, Episode 1x01)
- 2022: The Thing About Pam (Miniserie, Episode 1x05)
- 2022: Days of Daisy
- 2022: In with the Devil (Black Bird, Miniserie, Episode 1x05)
- 2022: Devotion
- 2022: Girl with a Gun
- 2023: Daisy Jones & the Six (Fernsehserie, Episode 1x09)
- 2023: Big George Foreman
- 2024: Nickel Boys